# Grad Lušperk
Grad Lušperk (nemško Luschberg, Lusperch) je ležal na strmem griču ob sotočju reke Dravinja in Ljubnice v kraju Loška gora pri Zrečah. Grad je bil pozidan sredi 13. stoletja in je bil opuščen v začetku 16. stoletja, saj naj bi bil nenaseljen že leta 1502. 
Grad je dostop preko dveh planinskih poti, ki sta markirani.

## Zgodovina
Grad Lušperk so po vsej verjetnosti dali postaviti krški škofje sredi 13. stoletja, upravljali pa so ga vitezi Lušperški, med katerimi je prvi omenjen vitez Henrik leta 1279, ki so bili ministeriali krške škofije. Gospostvo Lušperk se je nahajalo na ozemlju, ki je leta 1042 z dediščino grofice Heme Breško-Selške pripadlo krškemu samostanu in tridesel let pozneje novoustanovljeni krški škofiji. V listinah se grad prvič posredno omenja leta 1279, ko je vitez Henrik Lušperški pričal na mariborskem gradu. Grad je leta 1330 izrecno omenjen kot castrum in Luchsperch, leta 1433 kot vest Lusperch.  
Omenjen vitez Henrik (Hainreich von Lusperch) se pojavlja med letoma 1279 in 1309. Iz kasnejših listin izhaja, da je bil Henrik Lušperški eden od stranske linije mariborskih vitezov. To izhaja še posebej iz listine iz leta 1305, v kateri vitez Konrad Mariborski in njegova žena Benedikta prodata moževemu bratrancu Gotfridu svoj delež pri gradu Lušperk. Med Lušpreškimi vitezi srečamo na Lušperku še Henrika (omenjen leta 1307), leta 1333 Peter in leta 1363 Johan z Lušperka. Rodbina je v sedemdesetih letih 14. stoletja izumrla. Leta 1376 je  Krška škofija vzela grad nazaj saj je bil njihov fevd, grad pa so upravljali krški gradiščani oziroma so na gradu imeli le oskrbnike. Leta 1430, ko je bil v Vitanju krški škof Ernest Auer, se na gradu omenja oskrbnik Nikolaj Lewpacher (Purgraff und Amtmann zu Lusperg, ki je pravzaprav Nikolaj Limbuški.
V zgodovinskih listinah naletimo tudi na ime Viljem Lušperker, ki je bil verjetno uradnik Lušperških, in katerega nam je znan grb – ris na hribu tj. Luchs –berk (Lušperk).  Pomen gradu je upadel že v drugi polovici 15. stoletja in že leta 1502 je bil opuščen oziroma nenaseljen. Na franciscejskem katastru za katastrsko občino Loška Gora (nem. Luschberg) je viden tloris (porušenega) gradu Luschberg. Od gradu se je po več kot 500 letih ohranilo obodno obzidje, ki je ponekod še vedno 6 metrov visoko in več kot 1 meter debelo.